# Jezioro Święte (gmina Szamocin)
Jezioro Święte – jezioro w woj. wielkopolskim, w powiecie chodzieskim, w gminie Szamocin, leżące na terenie Doliny Środkowej Noteci.

## Dane morfometryczne
Powierzchnia zwierciadła wody według różnych źródeł wynosi od 1,2 ha do 1,52 ha (lustra wody i ogólna).
Zwierciadło wody położone jest na wysokości 62,6 m n.p.m.

## Hydronimia
Według spisu opracowanego przez Komisję Nazw Miejscowości i Obiektów Fizjograficznych (KNMiOF) nazwa tego jeziora to Jezioro Święte. Dane z państwowego rejestru nazw geograficznych podają taką samą zestandaryzowaną nazwę tego jeziora i nie podają nazw obocznych.